# COMMD4
COMMD4‏ (COMM domain containing 4) هوَ بروتين يُشَفر بواسطة جين COMMD4 في الإنسان.